# Runes scandinaves
Cette page contient des caractères spéciaux ou non latins. S’ils s’affichent mal (▯, ?, etc.), consultez la page d’aide Unicode.
Les runes scandinaves, aussi appelées Fuþark récent ou Futhark récent, constituent un alphabet runique issu du vieux Futhark, en usage à partir du IXe siècle. De taille réduite par rapport à son ancêtre (seize runes au lieu de vingt-quatre), ce système d’écriture naît pourtant au moment où le proto-norrois évolue en vieux norrois, faisant ainsi apparaître de nouveaux phonèmes.
Ainsi, la langue orale comportait des sons distincts et des paires minimales qui demeuraient identiques à l’écrit. De plus, la coutume exigeant de ne pas écrire deux fois la même rune d’affilée, la distinction entre voyelles courtes et longues s’est perdue à l’écrit. Toutefois, il était possible d’écrire la même rune consécutivement lorsqu’elle représentait plusieurs sons différents successifs, comme dans le nom Gunvor, représenté par kunuur.

## Histoire
La plus ancienne inscription runique retrouvée par les archéologues date d'entre le Ier siècle et le IIe siècle.
Des témoignages de l’utilisation du Futhark récent, datant probablement au plus du IXe siècle, ont été trouvées en Scandinavie et dans des colonies de l’âge des Vikings. Alors que le vieux Futhark des invasions barbares, véritable écriture secrète, était réservé à l’élite littéraire comme en témoigne le faible nombre d’inscriptions retrouvées (environ 350), le Futhark récent fut particulièrement répandu : environ 6 000 pierres runiques nous sont parvenues, dont les inscriptions sont parfois informelles.
Il existe une phase de transition, d’environ 650 à 800, dans laquelle on constate l’usage de runes de l’ancien et du nouveau Futhark mêlées : cf. pierres runiques de Björketorp (~ 650), Stentoften (~ 650), Snoldelev et Rök (~ 800).

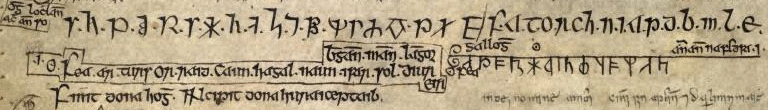
L’ogam lochlannach

Le Futhark récent devint connu en Europe sous la désignation d’« alphabet des Normands », et était étudié dans le but d’établir des liens diplomatiques et commerciaux, à l’aide de l’Abecedarium Nordmannicum ou de l’ogam lochlannach (ogham des Scandinaves) extrait du livre de Ballymote.

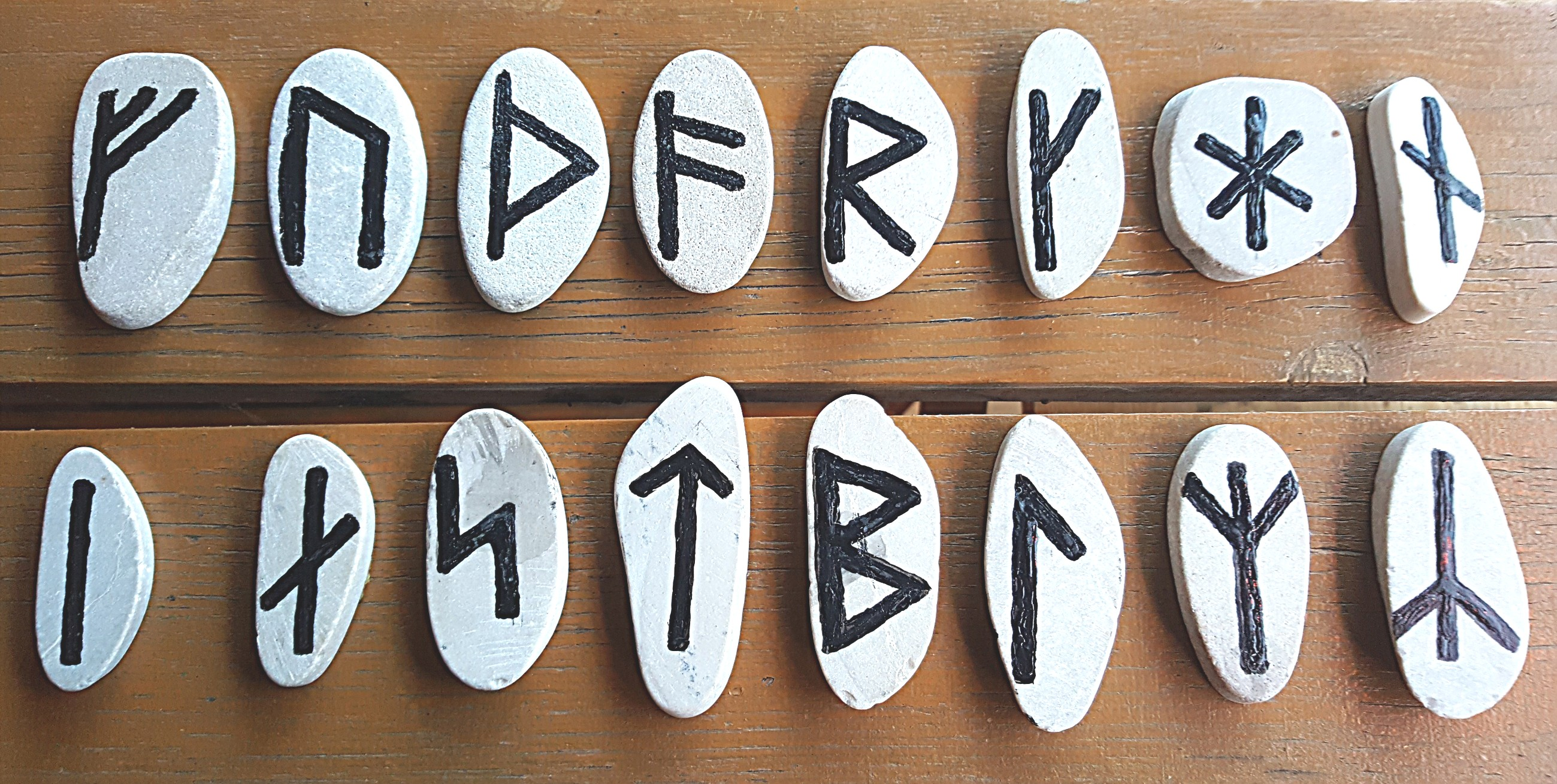
Futhark récent - runes danoises

Il existe deux versions du Futhark récent, celle à longues branches, danoise, et celle à branches courtes, suédoise et norvégienne. L’origine des différences entre ces versions a longtemps été controversée. On considère généralement que cette opposition est fonctionnelle : les runes à longues branches étaient utilisées pour la gravure sur pierre, alors que les autres servaient à écrire des messages plus courants, privés ou officiels, sur du bois. Enfin, le Futhark récent a donné naissance à plusieurs alphabets runiques : les runes de Hälsinge (runes sans hampe, vers 900-1200), les runes médiévales (vers 1100-1500) et les runes dalécarliennes, latinisées (vers 1500-1910).

## Lettres
Les poèmes runiques islandais et norvégien font mention des seize runes suivantes :
| # | Rune | Nom    | Signification       | #  | Rune | Nom     | Signification |
| - | ---- | ------ | ------------------- | -- | ---- | ------- | ------------- |
| 1 | f    | Fe     | richesse            | 9  | i    | Is/Iss  | glace         |
| 2 | u    | Úr     | fer/pluie           | 10 | a    | Ár      | année         |
| 3 | th,þ | Þurs   | le dieu Thor, Géant | 11 | s    | Sól     | Soleil        |
| 4 | o    | Óss    | l’un des Ases       | 12 | t    | Týr     | le dieu Týr   |
| 5 | r    | Reið   | chevauchée, voyage  | 13 | b    | Bjarken | bouleau       |
| 6 | k    | Kaun   | ulcère              | 14 | m    | Maðr    | homme         |
| 7 | h    | Hagall | grêle               | 15 | l    | Lögr    | eau           |
| 8 | n    | Nauðr  | besoin              | 16 | n    | Yr      | if            |

### Runes à longues branches
Les runes à longues branches sont celles présentées dans le tableau précédent :
| ᚠ | ᚢ | ᚦ | ᚬ | ᚱ | ᚴ | ᚼ | ᚾ | ᛁ | ᛅ | ᛋ | ᛏ | ᛒ | ᛘ | ᛚ | ᛦ |
| f | u | þ | ą | r | k | h | n | i | a | s | t | b | m | l | ʀ |

### Runes à branches courtes
Parmi les runes à branches courtes, ou runes de Rök, neuf sont des variantes simplifiées des précédentes tandis que les sept autres ne sont pas identiques :
| ᚠ | ᚢ | ᚦ | ᚭ | ᚱ | ᚴ | ᚽ | ᚿ | ᛁ | ᛆ | ᛌ | ᛐ | ᛓ | ᛙ | ᛚ | ᛧ |
| f | u | þ | ą | r | k | h | n | i | a | s | t | b | m | l | ʀ |

### Runes de Hälsinge

Runes de Hälsinge (runes sans hampe)

Les runes de Hälsinge tirent leur nom du premier endroit où elles ont été remarquées, la région du Hälsingland en Suède. D’autres inscriptions similaires ont depuis été trouvées dans d’autres régions de la Suède, ce qui a permis de dater leur utilisation entre le Xe et le XIIe siècle. Elles semblent être une simplification des runes suédoises/norvégiennes dans la mesure où leurs hampes sont absentes. cette variante n’a pas de plage Unicode assignée.

## Runes médiévales

Runes médiévales

Durant le Moyen Âge, le Futhark récent fut complété afin de revenir au système de correspondance d’une rune par phonème du vieux norrois. Ainsi, certaines runes furent munies de variantes pointées afin de représenter la consonne sonore ou sourde associée, comme ᛑ pour /d/ et ᛐ pour /t/, et de nouvelles runes apparurent pour certaines voyelles. Les inscriptions en runes médiévales scandinaves témoignent d’un grand nombre de variations dans la forme des runes et certaines lettres, comme c, z et s étaient souvent utilisées de manière interchangeable (Jacobsen & Moltke, 1941–42, p. VII; Werner, 2004, p. 20),.
Les runes médiévales furent employées jusqu’au XIVe siècle. La plupart des inscriptions runiques norvégiennes préservées sont médiévales. Notamment, plus de 600 inscriptions de ces runes ont été découvertes à Bergen depuis 1950, essentiellement sur des bâtons de bois. On peut ainsi en déduire que les runes y étaient d’usage courant et ont été employées côte à côte avec l’alphabet latin pendant plusieurs siècles, certaines de ces inscriptions étant d’ailleurs en latin.

## Runes dalécarliennes
D’après Carl-Gustav Werner, « un mélange de runes et de lettres latines s’est développé dans la province de Dalécarlie en Suède ». Les runes dalécarliennes entrèrent en usage à partir du début du XVIe siècle et restèrent plus ou moins employées jusqu’au XXe siècle. Le débat sur l’usage continu ou non de ces runes (elles ont peut-être été oubliées puis réutilisées à partir du XIXe siècle à partir d’ouvrages) n’est toujours pas tranché. L’ensemble des caractères que cet alphabet comprend permet d’écrire le suédois moderne et le dalécarlien, dialecte local.